# Acrosanthes
Genre
Classification phylogénétique
Acrosanthes Eckl. & Zeyh. est un genre de plante de la famille des Aizoaceae.
Acrosanthes Eckl. & Zeyh., Enum. Pl. Afric. Austral. 3: 328 (1837)
Type : Acrosanthes fistulosa Eckl. & Zeyher ; Lectotypus (J.J.Swart, ING card 30018. 1970-03)

## Liste des espèces
- Acrosanthes anceps Sond.
- Acrosanthes angustifolia Eckl. & Zeyh.
- Acrosanthes decandra Fenzl
- Acrosanthes fistulosa Eckl. & Zeyh.
- Acrosanthes humifusa Sond.
- Acrosanthes microphylla Adamson
- Acrosanthes teretifolia Eckl. & Zeyh.